# Norman Fell
Norman Fell, född Norman Noah Feld 24 mars 1924 i Philadelphia, Pennsylvania, död 14 december 1998 i Woodland Hills, Los Angeles, var en amerikansk skådespelare.

## Utmärkelser
Fell vann ett Golden Globe Award för bästa manliga biroll i en TV-serie för sin insats i Three's Company 1979.

## Roller i urval
- 1959 – Stormeld
- 1960 – Rum att hyra
- 1960 – Storslam i Las Vegas
- 1960 – Vad vinden sår
- 1966 – Mannen från UNCLE (TV-serie) (1 avsnitt)
- 1967 – Fitzwilly i varuhusligan
- 1967 – Generalernas flykt
- 1967 – Mandomsprovet
- 1968 – Bullitt
- 1969 – Om det är tisdag - då måste detta vara Belgien
- 1970–1971 – Dan August (TV-serie) (26 avsnitt)
- 1976 – De fattiga och de rika (TV-serie) (4 avsnitt)
- 1976–1981 – Three's Company (TV-serie) (56 avsnitt)
- 1978 – Slutet
- 1981 – Pappa till varje pris
- 1982 – Matt Houston (TV-serie) (1 avsnitt)
- 1987 – Magnum (TV-serie) (1 avsnitt)
- 1987 – Sledge Hammer! (TV-serie) (1 avsnitt)
- 1991 – For the Boys - soldaternas sång
- 1993 – Hexina